# Oxhålet

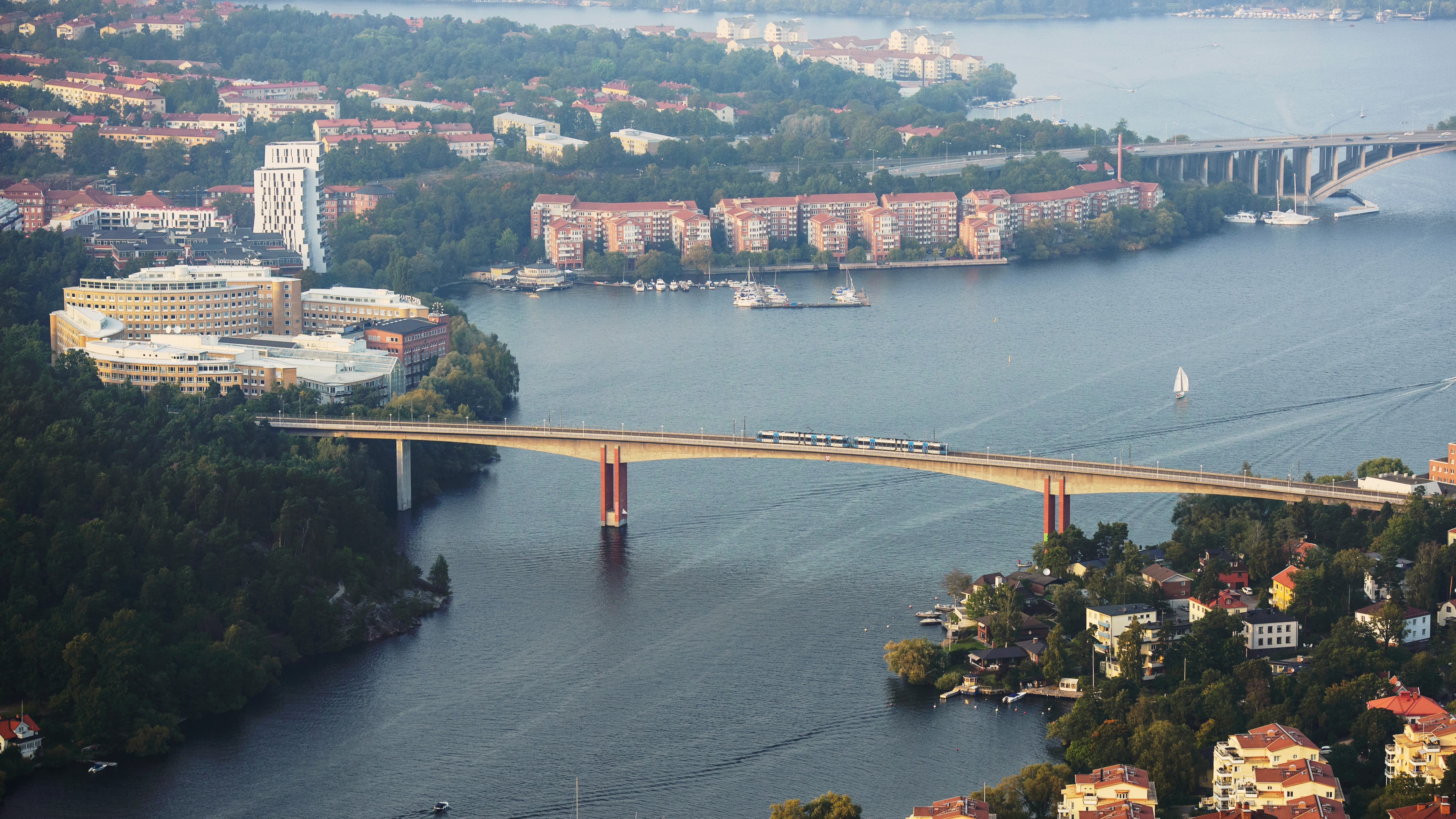
Oxhålet i förgrunden med Alviksbron och Tranebergsbron i bakgrunden.

Oxhålet, även Oxhålssundet, är ett sund mellan ön Stora Essingen och Bromma i Stockholm. Oxhålet är en del av Mälaren.  Vid Oxhålets östra sida mot Stora Essingen ligger Oxhålsbadet.

## Allmänt
Sundet är cirka 1 100 meter långt och har en bredd av cirka 150 meter där det är som smalast. Djupet i Oxhålet ligger mellan 19 och 21 meter. Bakgrunden till namnet är okänd, enligt Stockholms gatunamn kan det vara “ett gammalt burlesk skepparnamn”. Namnet förekommer redan 1743 på en lantmäterikarta och på Stora Essingen finns både Oxhålshamnen och Oxhålsberget samt Oxhålsbadet.
Över Oxhålet leder Alviksbron som är en kombinerad bro för Tvärbanans spårvagnstrafik på dubbelspår och gång- och cykeltrafik. Bron är 400 meter lång och har ett mittspann på 140 meter, den segelfria höjden är 24 meter.
På 1960-talet var det meningen att Brommagrenen skulle gå över Oxhålet. Brommagrenen var en planerad stadsmotorväg i 1960 års trafikledssystem samt i 1967 års cityplan för Stockholm. Projektet stoppades i början av 1970-talet, men den på 1960-talet redan färdigställda anslutningsrampen syns idag som en ca 200 meter lång gräsbevuxen vägstump på Stora Essingen.

## Oxhålsbadet
Essingebornas första friluftsbad låg vid nuvarande Broparken. Badstrandsvägen slutade där och påminner fortfarande om detta bad. Nuvarande Oxhålsbadet ligger i slutet av Gammelgårdsvägen, direkt söder om Oxhålshamen och vid foten av Oxhålsberget. Till en början kallades det Stora Essingebadet. Badet anlades redan på 1930-talet och kallades Stora Essingens friluftsbad, då fanns även en smal sandstrand. På 1940-talet tillkom flytbrygga, hopptorn och ett sommarcafé. Sandstranden försvann när promenadvägen vid vattnet anlades. 1955 tvingades badet att stänga i samband med den paratyfusepidemin som drabbade Stockholm. Ett av stadens avlopp gick ut i närheten.
Så småningom förbättrades vattenkvalitén och badet kunde öppnas igen 1999. Badet upprustades 2014 och en gång till inför badsäsongen 2020. Oxhålsbadet är ett så kallat bryggbad med tre stora bryggor, badstegar och sittplatser. Bryggorna är permanenta. Det finns gräsytor och trädäck för solbad och picknick (grillplats finns). Under badsäsongen tillhandahåller kommunen några bajamajor. Badet har inga duschar eller omklädningsmöjligheter. Oxhålsbadet drivs av Stockholms kommun.

## Bilder

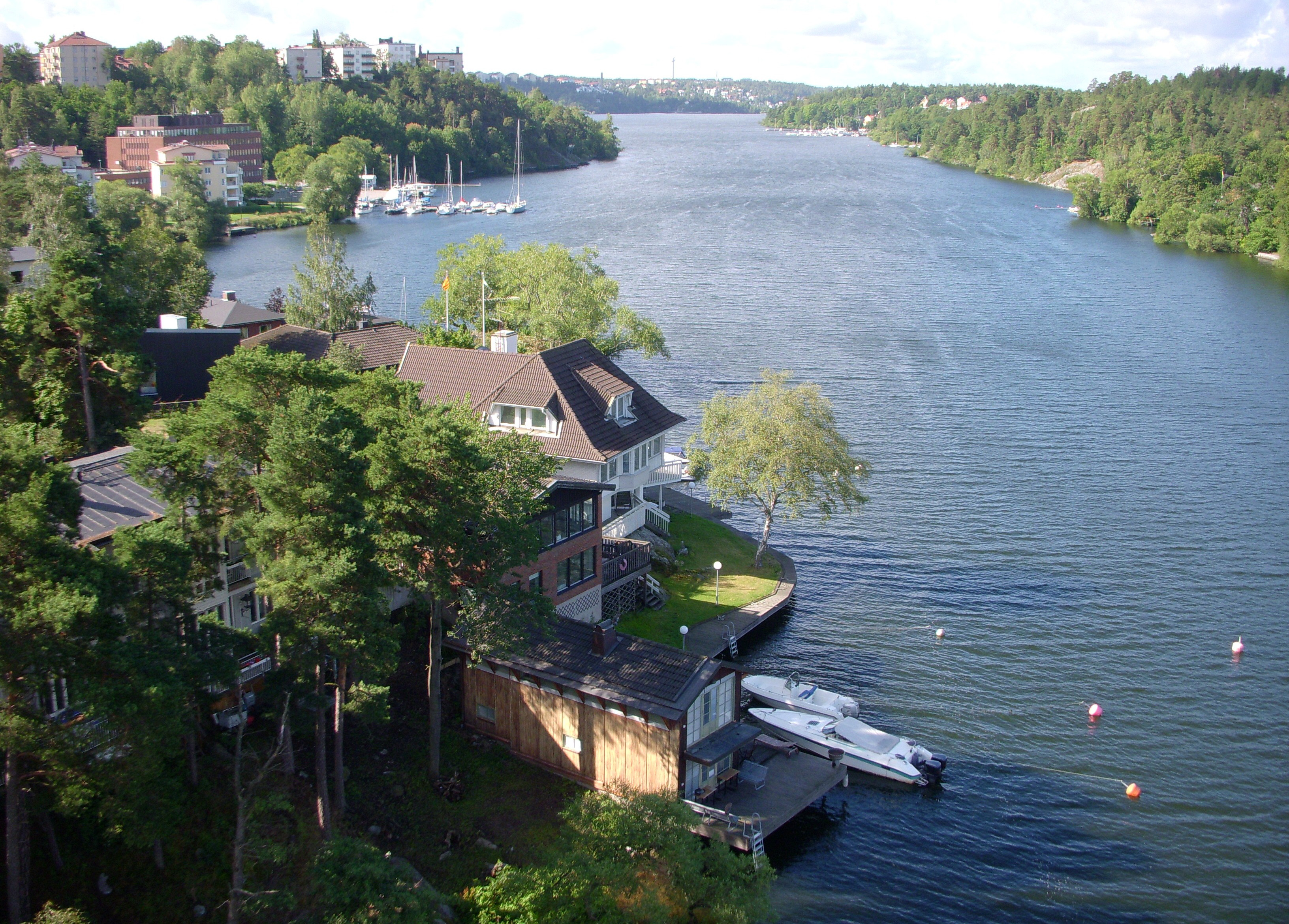
Oxhålet mot sydväst, längst i bakgrunden t.v. syns Oxhålsberget och Oxhålshamnen.
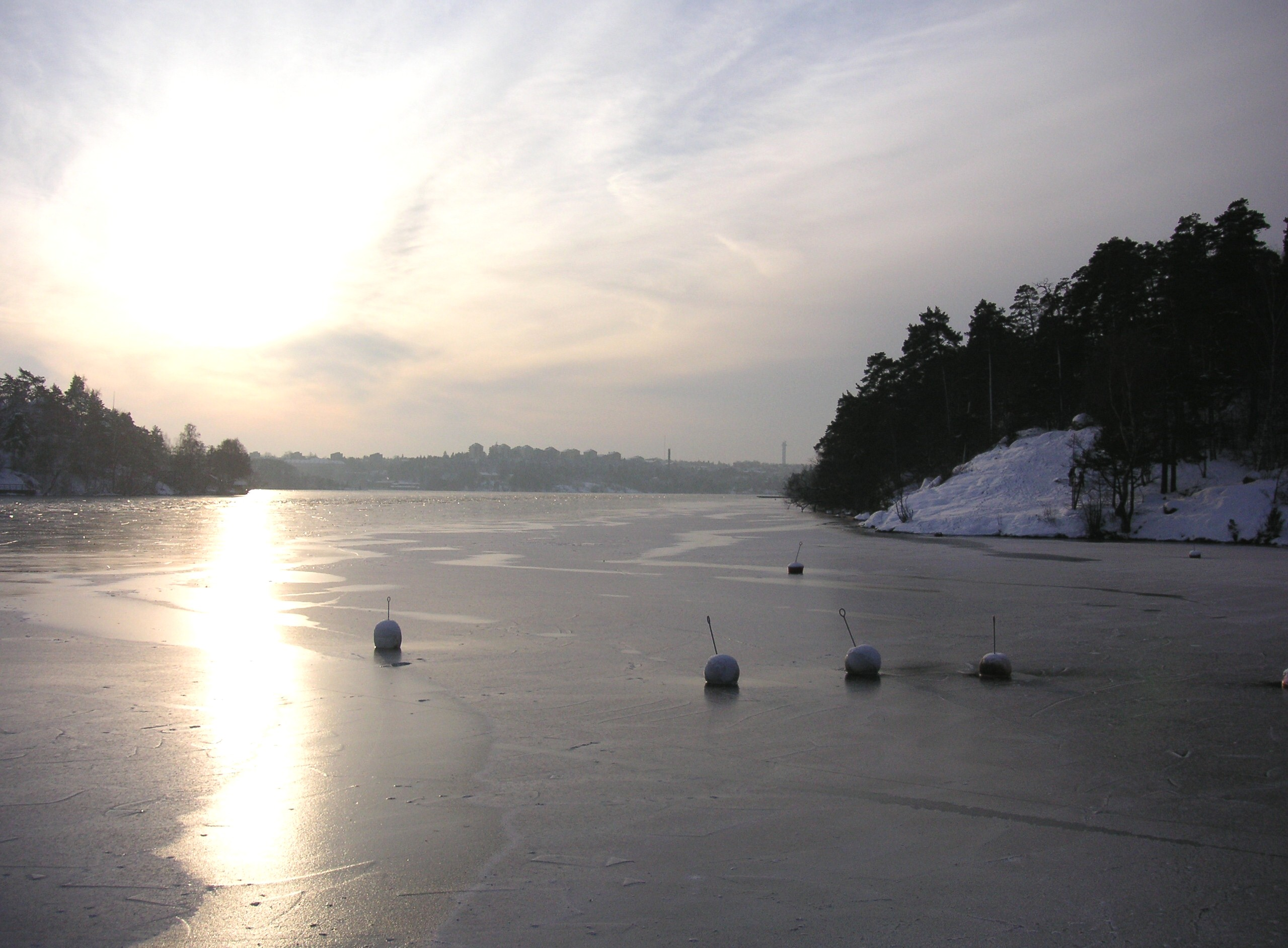
Oxhålet på vintern, vy mot syd från Äppelviken.
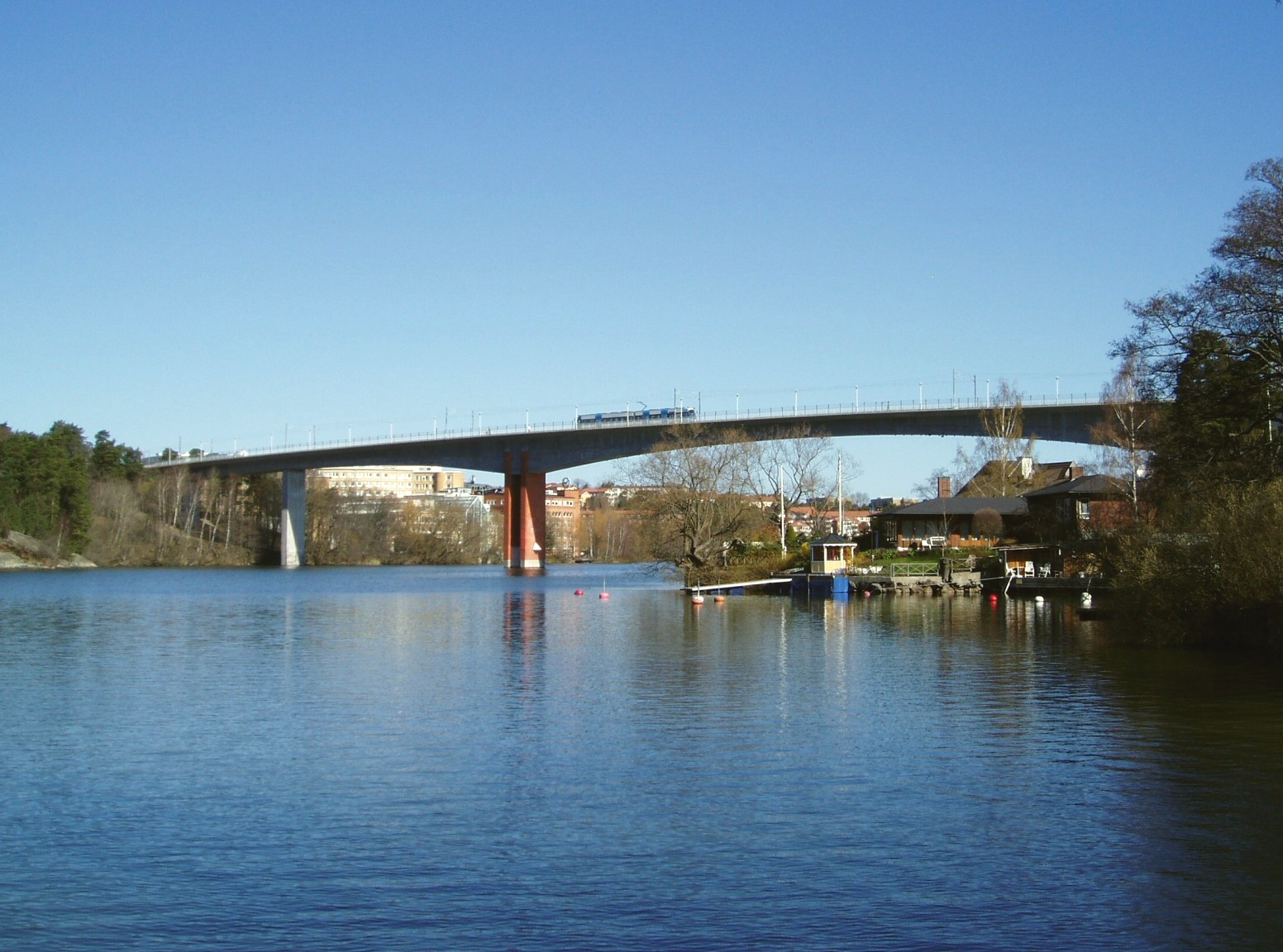
Tvärbanan på väg över Oxhålet, vy mot norr från Stora Essingen.
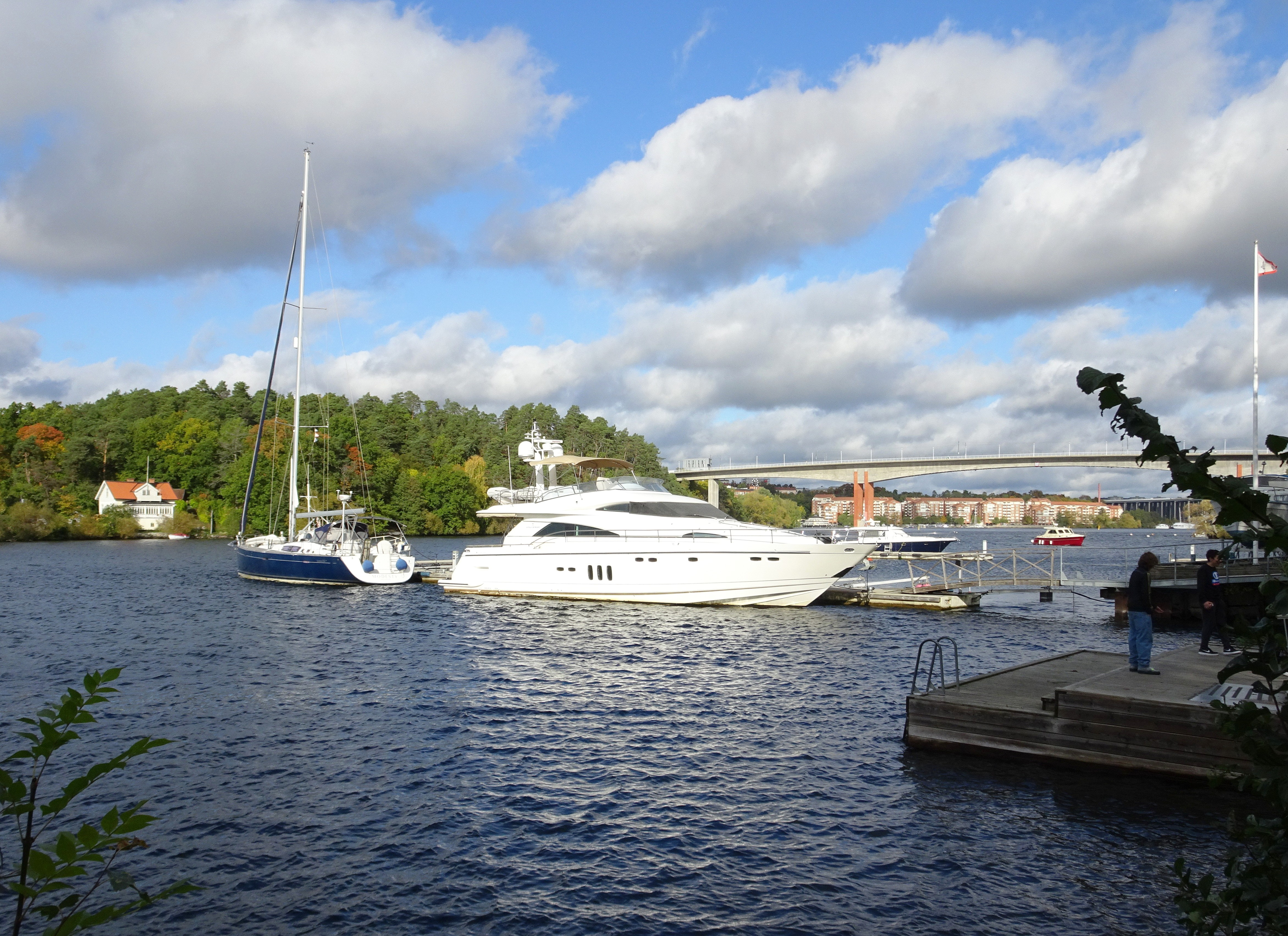
Oxhålshamnen, Essinge Båtsällskaps småbåtshamn i Oxhålssundet.
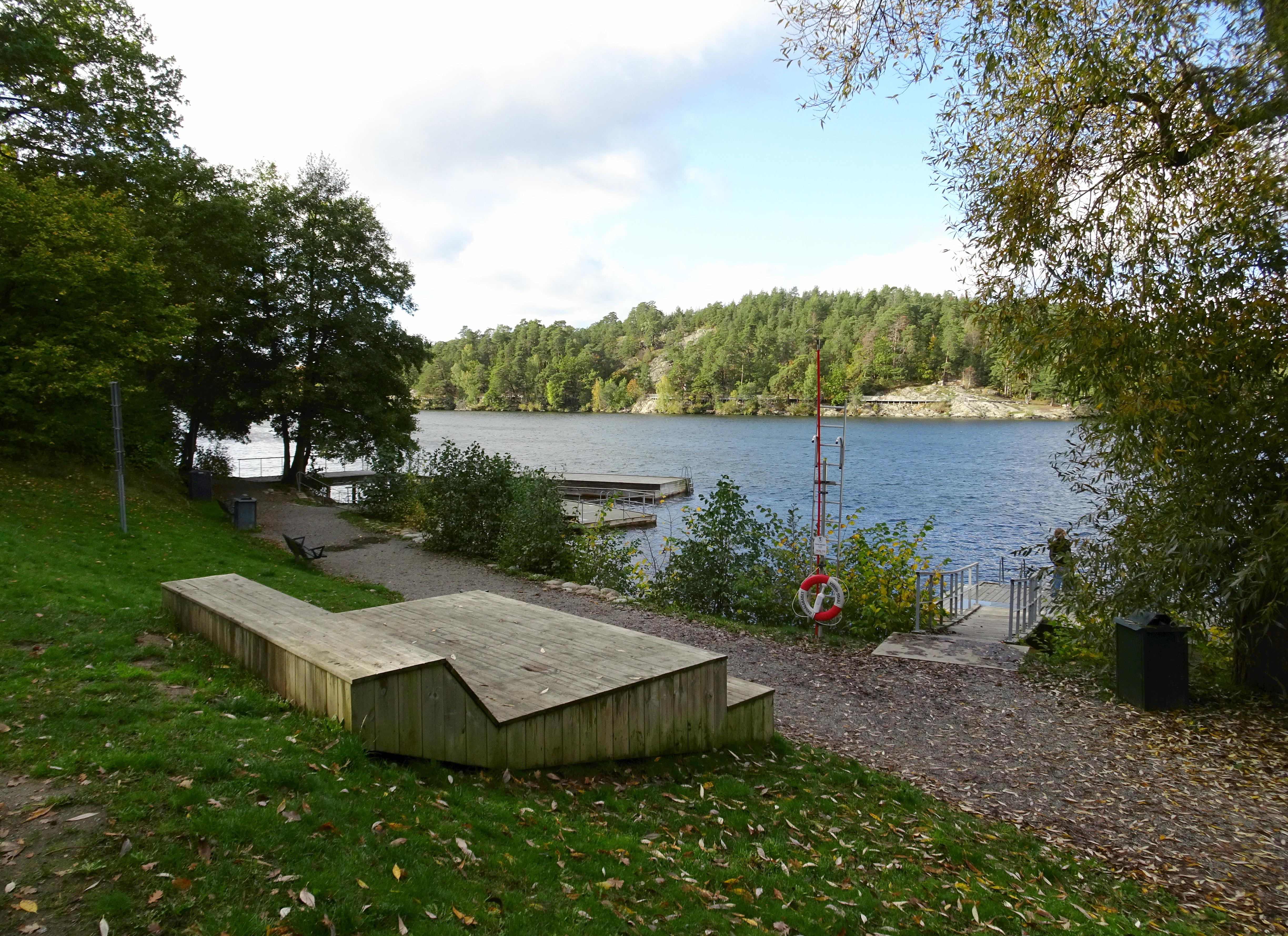
Oxhålsbadet.